# Легион Тория
Легион Тория, известный также как Эледжан эль-Тория — подразделение тайной полиции свергнутого М. Каддафи в Ливии.
В сентябре 2011 года, в битве за Бени-Валид во время гражданской войны, члены Легиона Тория, как сообщается, принимают активное участие в обороне Бени-Валида.